# Estació de Cerdanyola del Vallès
Cerdanyola del Vallès és una estació de ferrocarril propietat d'ADIF situada a la població de Cerdanyola del Vallès a la comarca del Vallès Occidental. L'estació es troba a la línia Barcelona-Manresa-Lleida i hi tenen parada trens de les línies R4 i R7 de Rodalies de Catalunya, operats per Renfe Operadora.
L'any 2016 va registrar l'entrada de 1.981.000 passatgers.

## Història
Aquesta estació de la línia de Manresa va entrar en funcionament l'any 1855 quan va entrar en servei el tram construït per la Companyia del Ferrocarril de Saragossa a Barcelona entre Estació de Montcada i Reixac - Manresa i Sabadell Nord. Al nord-est de l'estació en surt un ramal per connectar amb la línia El Papiol-Mollet en direcció a El Papiol a través d'un enllaç de via única, que és un coll d'ampolla per a la línia R7.

## Edifici de l'estació

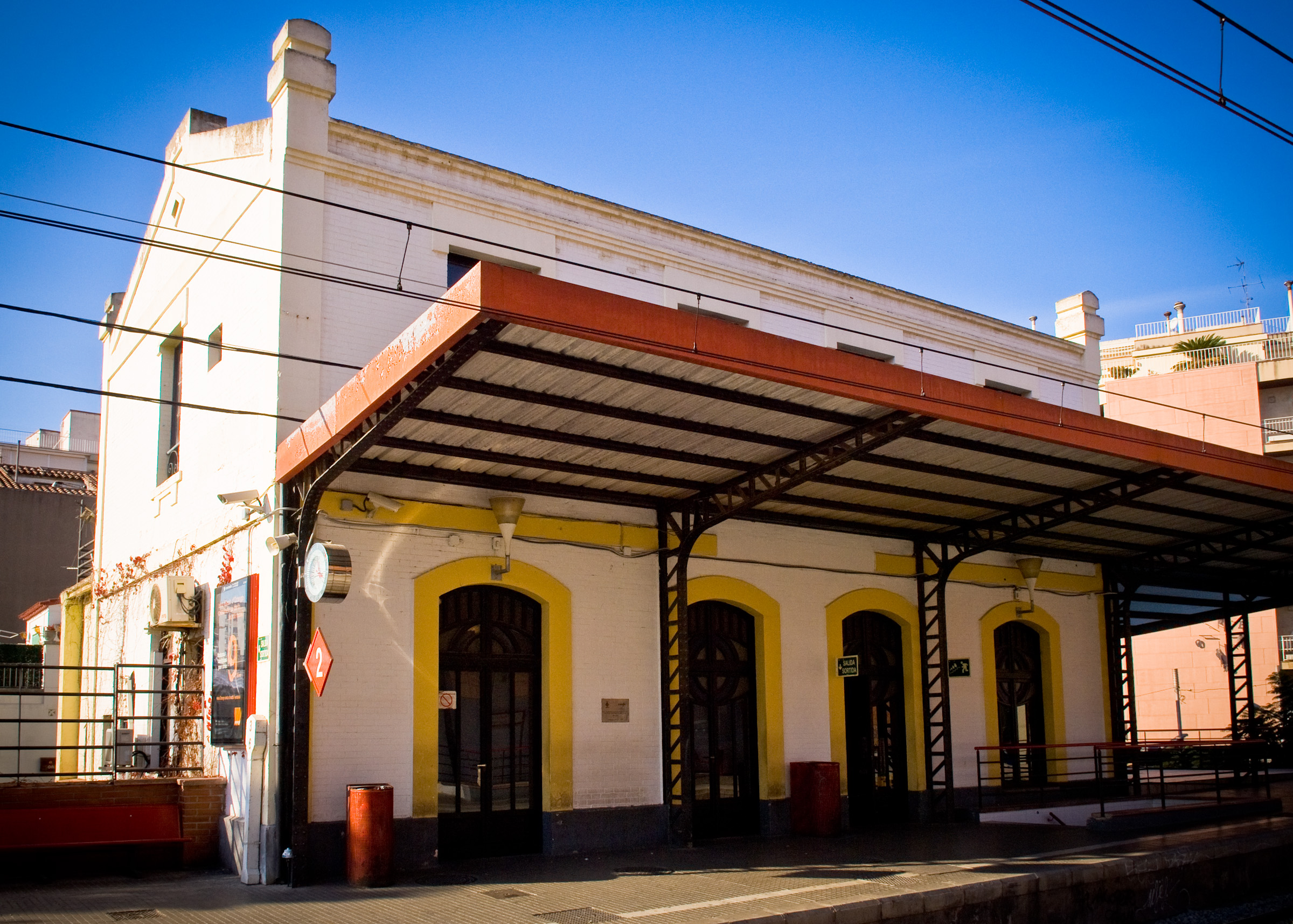
L'edifici de l'estació

Edifici que està situat a un nivell més elevat que el del carrer. S'hi accedeix per una escalinata amb barana calada. El cos principal, de planta rectangular, és format per planta baixa i un pis, amb coberta a dues vessants. La façana que dona a la via té a la planta baixa, quatre obertures d'arc escarser, i al pis, quatre obertures rectangulars. Entre els dos pisos hi ha una marquesina, sostinguda per una estructura de ferro. Les façanes laterals i la posterior mostren característiques similars, encara que més senzilles.
Hi ha un pas subterrani amb una interessant barana amb decoració vegetal, que es relaciona compositivament amb la decoració de fusta de les portes de l'estació. A l'altra banda de la via, hi ha una petita construcció complementària, amb voladís, que serveix d'aixopluc per als passatgers.

## Serveis ferroviaris

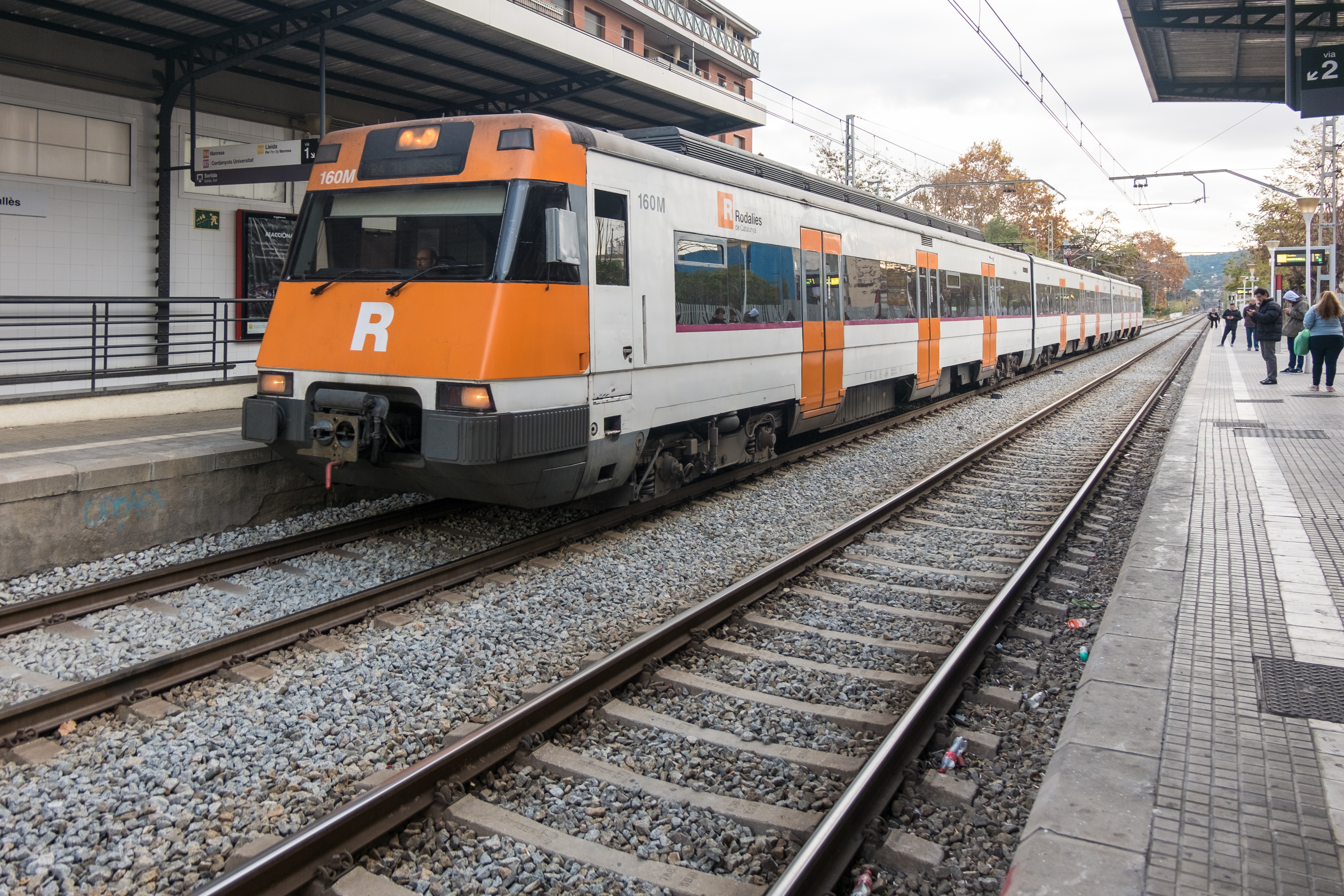
Unitat 447 en servei R4 Terrassa per via 1

| Procedència/Destinació                                  | <                               | Línia | >                      | Procedència/Destinació       |
| ------------------------------------------------------- | ------------------------------- | ----- | ---------------------- | ---------------------------- |
| Rodalia de Barcelona                                    |                                 |       |                        |                              |
| Sant Vicenç de Calders Vilafranca del Penedès Martorell | Montcada i Reixac - Santa Maria |       | Barberà del Vallès     | Terrassa Manresa             |
| Fabra i Puig                                            | Montcada i Reixac - Santa Maria |       | Cerdanyola Universitat | Cerdanyola Universitat       |
| TramVallès                                              |                                 |       |                        |                              |
| Projectat                                               |                                 |       |                        |                              |
| Universitat Autònoma                                    | Cerdanyola Centre               |       | Polígon Ripollet       | Estació de Montcada-Ripollet |

## Tarifació
Aquesta estació està dins de la tarifa plana de l'àrea metropolitana de Barcelona, qualsevol trajecte entre dos dels municipis de l'àrea metropolitana de Barcelona es comptarà com a zona 1.